# Gletscherexpress (Mölltaler Gletscher)
Der Gletscherexpress (auch Mölltaler Gletscher Express oder Stollenbahn Mölltaler Gletscher) ist eine Standseilbahn in Kärnten, die das Schigebiet auf dem Mölltaler Gletscher (2235 m) mit dessen Parkplatz in Innerfragant (1223 m) in der Nähe von Flattach verbindet. Die Anlage ist mit 4827 Metern schräger Länge weltweit Rekordhalter für die längste Standseilbahn als auch die längste Stollenbahn.

## Technische Daten
Die Bahn wurde innerhalb von zwei Jahren Bauzeit 1997 fertiggestellt, der Bau des Tunnels dauerte rund 11 Monate. Die Inbetriebnahme erfolgte am 26. September 1997. Der Hersteller der technischen Ausrüstung ist Waagner Biro.
Die Strecke hat eine horizontale Länge von 4718 Metern, eine schräge Länge von 4827 Metern und überwindet einen Höhenunterschied von 1012 Metern bei einer mittleren Neigung von 21,5 % und einer maximalen Neigung von 25,0 %. Die Standseilbahn hat 2 Kabinen, hergestellt von Ceretti Tanfani, die jeweils 236 Personen fassen. Die Fahrgeschwindigkeit beträgt 12 m/s (43,2 km/h), die Fahrt dauert 7,6 Minuten, somit ergibt sich eine maximale Förderleistung von 1580 Passagieren pro Stunde. Die beiden Fahrzeuge verkehren auf demselben Streckengleis, in der Mitte befindet sich eine Abtsche Weiche.

## Betrieb
Betrieben wird die Anlage durch die Mölltaler Gletscherbahnen. Der Mölltaler Gletscher ist eines der letzten österreichischen Sommer- und Winterschigebiete, darum gibt es einen ganzjährigen Betrieb.
Die erste Bergfahrt der Bahn findet um 8 Uhr statt, der Betrieb endet im Sommer um 16 Uhr, im Winter um 16:30 Uhr. Untertags verkehrt die Standseilbahn im Halbstundentakt, bei Bedarf jedoch auch alle 15 Minuten.